# Heinrich Lang (Musiker)

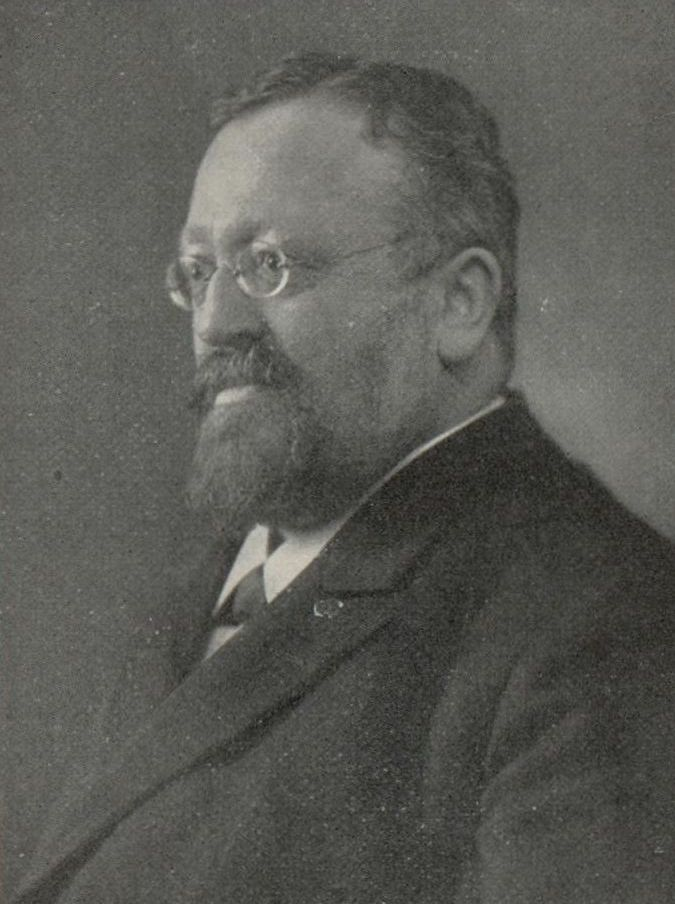
Heinrich Lang

Heinrich Lang (* 17. Februar 1858 in Laichingen; † 14. November 1919 in Stuttgart) war ein deutscher Organist, Chorleiter und Komponist.

## Leben
Lang wuchs als Sohn eines Bauern in bescheidenen Verhältnissen in Laichingen auf. Weil er große Begabung im Lesen und im Klavierspiel zeigte, wurde er am Esslinger Seminar zum Lehrer ausgebildet, u. a. bei Christian Fink. Ab 1877 war er Lehrer an der Hayerschen Elementarschule in Stuttgart. Neben der Lehrertätigkeit studierte er am Stuttgarter Konservatorium u. a. bei Immanuel Faißt (Komposition, Orgel, Harmonielehre).
Im Jahre 1894 wurde er Nachfolger von Immanuel Faißt als Musikdirektor der Stiftskirche (Stuttgart) und vier Jahre später erfolgte ein Lehrauftrag für Orgelspiel, Tonsatz und Chorgesang am Stuttgarter Konservatorium, wo er 1900 zum Professor ernannt wurde.
Lang war Mitherausgeber des neuen Gesangbuchs für die Evangelische Landeskirche in Württemberg, das 1912 erschien. Als Komponist trat er vor allem mit geistlichen Chorwerken und Orgelmusik in Erscheinung. Daneben war seine Improvisationskunst an der Orgel weithin bekannt und geschätzt.

## Ehrung, bekannte Nachkommen
In seinem Geburtsort Laichingen ist die Heinrich-Lang-Straße nach ihm benannt. Heinrich Lang ist der Großvater des früheren RAF-Anwalts Jörg Lang (* 1940), der von 1972 bis 1982 untergetaucht und in dieser Zeit als mutmaßlicher Terrorist gesucht war. Er ist außerdem der Ururgroßvater des Organisten und Komponisten Sören Gieseler (* 1996, Mutter Käthe Lang), der im Alter von 17 Jahren bereits 62 Werke komponiert hatte, darunter zwei Opern.

## Werke (Auswahl)
- op. 25: Introduktion und Doppelfuge in H-Dur für Orgel. Zumsteeg, Stuttgart
- op. 26: Geistliche Lieder für gemischten Chor
- op. 31: Sonate d-moll für Orgel. Rieter-Biedermann, Leipzig (bei Musica Rinata als Reprint)
- op. 34: Gebet für eine mittlere Singstimme mit Orgel. Albert Auer, Stuttgart
- op. 43: Gott ist die Liebe. Motette für gemischten Chor mit Baritonsolo, Berthold und Schwertner
- Orgel-Album, Sammlung von Choralvorspielen (hrsg. von Heinrich Lang). G. A. Zumsteeg Stuttgart 1896 (darin ca. 20 Choralvorspiele von Lang)
- Orgel-Choräle, Sammlung von Choralvorspielen in 2 Bänden. Württembergischer Lehrerunterstützungsverein / J. B. Metzler, Stuttgart 1928 (darin ca. 40 Choralvorspiele von Lang)